# خالد العيسوي
خالد العيسوي (17 أبريل 1974 -) هو ممثل ومؤدي أصوات مصري. 

## حياته ونشأته
ولد خالد عيسوي في حي مصر الجديدة بالقاهرة في السابع عشر من شهر أبريل عام 1974، والده محمود السيد عيسوي الذي عمل مفتش مالي بإدارة التفتيش المالي والتحقيقات بالرقابة الإدارية، وله من الأشقاء اثنين واحد يدعى مصطفى ويعمل مهندس اتصالات والآخر يسمى محمد ويعمل في شركة النيل للأدوية، أعطاه الله موهبة التمثيل منذ صغره لذا أحب التمثيل وعشقه فكان يطيل البقاء أمام التلفاز لمتابعة الأفلام والمسلسلات الدرامية وسرعان ما إنضم لفرقة التمثيل بالمدرسة أثناء المرحلة الإعدادية، وشارك في عدد من المسرحيات التي أدتها فرقة التمثيل بالمدرسة في عدد من المسابقات التي أقيمت بين عدد من المدارس على مستوى إدارة مصر الجديدة التعليمية، مثل مسرحية ” جمال الدين الأفغاني ” والتي لعب فيها دور البطولة، بعد المرحلة الثانوية لم يفكر كثيرا في الكلية التي سيختارها أو المجال الذي يتخصص فيه فقد حسم أمره مبكرا واختار الالتحاق بالمعهد العالي للفنون المسرحية تخرج منه عام 1994، وأثناء دراسته بالمعهد لفت الأنظار بأخلاقه العالية وموهبته وقدراته الفنية الممتازة وذلك من خلال عدد من العروض المسرحية التي نظمها المعهد وشارك هو في بعضٍ منها وقد حضر تلك العروض العديد من المخرجين والنقاد وأعجب به المخرج سمير الصدفي وقرر ضمه إلى طاقم العمل الخاص به في عدد من السهرات التليفزيونية التي كانت مشهورة في ذلك الوقت ومن هنا كانت بداية انطلاقته في عالم الفن .

## مسيرته
له العديد من الأعمال التليفزيونيه والمسرحية ومن اشهرها دوره إبراهيم سردينه في المسلسل الشهير لن اعيش في جلباب أبي ودور سامي في مسلسل عائلة الحاج متولي ودور المهندس عادل في مسلسل قصة الأمس ودور حافظ إبراهيم شاعر النيل في مسلسل قاسم امين والعديد من الأدوار في مسلسلات لمن اترك كل هذا... تلال الغضب... أم كلثوم... عفوا حبيبتي. وهو عضو بفرقه المسرح القومى ومن أعماله المسرحية: مسرحية مرايا الكترا مسرحية وجها لوجه مسرحية ليله مصرع جيفارا مسرحية الأميرة تنتظر مسرحية نازلين المحطة الجايه.

## أدواره في الدبلجة العربية
- سبونج بوب سكوير بانتس - سبونج بوب
- بطاريق مدغشقر - سكيبر
- مزرعة المشاغبين - سكيب

## وصلات خارجية
- خالد العيسوي على موقع قاعدة بيانات الأفلام العربية